# Landessportbund Rheinland-Pfalz
Der Landessportbund Rheinland-Pfalz (LSB) ist die Dachorganisation des Sports in Rheinland-Pfalz mit Hauptsitz in Mainz.
Die erste Mitgliederversammlung des LSB fand am 19. März 1966 in der Koblenzer Rhein-Mosel-Halle statt, bei der August Zeuner offiziell zum ersten Vorsitzenden des LSB gewählt wurde. Seit 1950 hatte der Oberweseler Bürgermeister bereits kommissarisch den LSB geführt. Sein Nachfolger wurde am 12. März 1977 Eugen Müller (Ludwigshafen), der die Führung am 14. April 1984 an Rolf Weiler (Lahnstein) weitergab. Hauptgeschäftsführer war der in der Sportlehrerausbildung tätige Wilhelm Paul Klein. Vom 17. Januar 1997 bis zum 15. Mai 2004 stand der Dierdorfer Professor Rüdiger Sterzenbach an der Spitze der größten Personenvereinigung des Landes. In dieser Mitgliederversammlung im Mainzer Kongresszentrum Eltzer Hof übernahm der Bauunternehmer Egon Heberger aus Schifferstadt die Geschicke des Landessportbundes, trat aber aus persönlichen Gründen am 6. April 2006 zurück. Bis sein Nachfolger Hermann Höfer am 23. September 2006 übernahm, führte Dieter Noppenberger als geschäftsführender Präsident den LSB. Höfer erkrankte kurz nach seiner Wahl zum sechsten LSB-Präsidenten (23. September 2006) und verstarb am 1. April 2007. Dieter Noppenberger übernahm ein zweites Mal kommissarisch. Von 2008 bis 2018 stand mit Karin Augustin erstmals eine Frau an der Spitze der größten Personenvereinigung in Rheinland-Pfalz. Auf der Mitgliederversammlung am 16. Juni 2018 ist der Professor für Sportmanagement an der Hochschule Koblenz Lutz Thieme zum neuen Präsidenten gewählt worden. Am 6. Februar 2019 trat Lutz Thieme von seinem Amt zurück. Wenige Tage später ist Jochen Borchert seitens des LSB-Präsidiums zum kommissarischen Präsidenten ernannt worden. Am 31. Oktober 2020 wurde Wolfgang Bärnwick als kommissarischer Präsident berufen. Am 11. Dezember 2020 wurde Bärnwick auf einer Außerordentlichen Mitgliederversammlung offiziell zum neuen LSB-Präsidenten gewählt. Offiziell gewählt und damit in ihrem Amt als neue Vizepräsidentin Leistungssport bestätigt wurde dabei von den 155 Delegierten auch Bahnrad-Olympiasiegerin Miriam Welte. Am 12. Juni 2024 legte Bärnwick sein Amt vorzeitig nieder. Der Landauer Rudolf Storck übernimmt am gleichen Tag kommissarisch und wird am 28. September 2024 der zehnte gewählte LSB-Präsident.
Mehr als 1,4 Millionen Mitglieder in über 5.700 Sportvereinen machen den Landessportbund Rheinland-Pfalz mit den drei Sportbünden (Rheinland, Pfalz und Rheinhessen) zur größten Personenvereinigung des Landes. Der Landessportbund Rheinland-Pfalz ist Mitglied im Deutschen Olympischen Sportbund (DOSB).
Seit 1996 findet die Wahl zum Landessportler des Jahres Rheinland-Pfalz statt.
Seit dem Schuljahr 2001/02 verleiht er den Pierre-de-Coubertin-Abiturpreis an Abiturienten aus Rheinland-Pfalz. Die erfolgreichsten Sportlerinnen und Sportler (mindestens Deutscher Meister) werden alljährlich bei zwei Meisterehrungen geehrt. Die Ehrung der Sportjugend findet seit 1994 statt. Die LSB-Meisterehrung wurde im Jahr 1964 zum ersten Mal durchgeführt.

## Struktur
Der Landessportbund wurde von den Sportbünden Pfalz, Rheinhessen und Rheinland gegründet.